# Mira-sol
Mira-sol es un distrito del municipio de San Cugat del Vallés.

## Ubicación
Mira-Sol se encuentra en el oeste del municipio y linda al sur con otro distrito del mismo municipio: la  EMD de Valldoreix. Así como con el núcleo de San Cugat del Vallés y el municipio contiguo de Rubí.

## Demografía
El Instituto Nacional de Estadística registró en 2022 un total de 17 115 habitantes, de los cuales 8531 son hombres y 8584 mujeres.

#### Evolución de la población
| Gráfica de evolución demográfica de Mira-Sol entre 2000 y 2022 |
|                                                                |
| Datos según el nomenclátor publicado por el INE.               |

## Comunicación

#### Estación de Ferrocarriles de Mira-Sol
Mira-sol tiene una estación (Estación de Mira-sol) de tren de la empresa pública de Cataluña de ferrocarriles llamada Ferrocarrils de la Generalitat de Catalunya, conocida popularmente como Els catalans.